# Siphona futilis
Siphona futilis är en tvåvingeart som beskrevs av Wulp 1890. Siphona futilis ingår i släktet Siphona och familjen parasitflugor. Inga underarter finns listade i Catalogue of Life.